# Katsumi Chō
Katsumi Chō (jap. 長 克巳 Chō Katsumi; ur. 11 sierpnia 1951) – japoński seiyū i aktor dubbingowy pracujący dla firmy Seinenza Theater Company.

## Wybrana filmografia[1]
- Atashin’chi – mistrz
- Bamboo Blade – ojciec Tamaki
- Busō Renkin – Doktor Butterfly / Chōno Bakushaku
- Cowboy Bebop – barman
- Daphne – Marchin
- Detektyw Conan –
  - Katsuta,
  - Mistrz,
  - Zenkichi Kuroiwa,
  - Kuino Yajima,
  - Isokichi Kamoi,
  - Hyōgo,
  - Yutaka Niino,
  - Kiyotaka Okonogi
- D.Gray-man – Pedoro
- Karin – Victor Sinclair
- Magical Girl Lyrical Nanoha A’s – Gil Graham
- MegaMan NT Warrior – doktor Wily
- Naruto – starszy z klanu Hyūga
- Naruto Shippūden – Mifune
- One Piece – Elizabello II
- Psycho-Pass – Toyohisa Senguji
- Seto no hanayome – dziadek Nagasumiego
- Transformers Armada – Unicron
- Turn A Gundam – Dilan Heim